# 網球場

網球場的尺寸

網球場是用來打網球的場地，长方形，中間有高约一米的網分隔雙方陣地。单打和双打比赛使用同样的场地，但单打使用的区域要窄一些。網球場地主要分4種：草地球場、硬地球場、泥地球場和地毯球場。

## 场地规格
按照国际网球总会的规定，标准网球场长23.78米（78英尺）长，10.97米（36英尺）宽。单打边线之间的距离是8.23米（27英尺），而双打边线之间的距离是10.97米。发球线距网6.4米（21英尺）。场地外要留有空地以便选手在界外跑动击球，總場地长度不小于36.7米（120英尺），宽度不小于18.3米（60英尺）。挡网与底线平行，并挡住场地的全部宽度，并平分场地。挡网两端高为1.07米（3英尺6英寸），中间高0.914米（3英尺）。网柱距边线0.914米（3英尺）

## 朝向
网球场一般为南北朝向，以减少阳光对视线的影响。朝向也因考虑其他环境因素，如常年风向。

## 网球场地面的种类
地面材质常见的有四种：草地球場、硬地球場、泥地球場和地毯球場。过去有过木地板球场，但现在已经很少见到了。在大满贯赛事中，溫布頓網球錦標賽（温网）使用草地球场，法國網球公開賽（法网）使用泥地球場，美國網球公開賽（美网）和澳洲網球公開賽（澳网）使用硬地球场。奧運會則不一定，視主辦國而定，但該年奧運會用什麼，帕運會的輪椅網球也是用什麼。例如2020年使用硬地球场。
国际网球总会按球速将场地分为5级：
- 一级（慢速）
- 二级（中慢速）
- 三级（中速）
- 四级（中快速）
- 五级（快速）

### 草地
草地球場是常见球场中次快的與彈跳最低的。草皮須疏密均勻。场地的反弹效果取决于草皮是否健康，修剪时间、和近来比赛的磨损。由於草地比硬地滑，球在上面的彈跳低、速度快，需要球员反应更快，双方多拍回合少，得分快。在这种场地上對於发球更为重要，对发球上网型选手比较有利，但随着球拍科技的提升带来的球速增快，纯发球上网型打法在草场已较为罕见。草地適合擅长平擊、切削的球員。
草地球场曾经是最常见的球场，但维护起来很麻烦，需要保水保温，下雨后也需要更长时间来干燥，造價和保養費用都很高，所以也漸被其他種類的場地取代。现在大满贯赛事中只有温网使用草地球场。2002年温网更换了草地的品种，使球的弹跳更高，球速更慢以增加观赏性。

### 泥地
泥地球場（通常為红土球场）使用磨成粉的贝壳、石头、砖头铺成。造價較硬地低，但保养比硬地麻烦，既不能太干，也不能太湿，需要经常碾压以保持场地平整。球在泥地上弹跳高，速度慢，適合擊球時旋轉較多的球員和底线型球员，不利于发球上网型球员。
沙地球场是在平整的泥土地面铺沙，这种球场造价低，在欠发达的地区很常见。

### 硬地
硬地球場是於硬质地面上塗上多層高分子涂料，如橡膠和聚丙烯酸。場地有不同顏色的清晰分區。通过调整涂料的成分和厚度，可以得到不同的对球反弹效果。一般来说硬地场球速慢于草地，快于泥地。這種場地造价高，但容易保養，亦相當耐用。
美國網球公開賽（美网）曾由綠土（1975-77年）改用硬地；澳洲網球公開賽（澳网）也由草地（1987年及以前）改用硬地。美国网球公开赛的場地較澳大利亚网球公开赛來得硬，因此美网的球速較快，較接近草地、室內地毯場地；澳网相對較慢較接近紅土場地，惟近幾年表面也改為快速硬地。

### 地毯
地毯球場的表面是一层可移除的织物或塑膠類物質，像地毯一樣鋪設於地即可成為一網球場，不用時亦可收起。球在此場地彈跳速度最快及次低，對於發球上網型與底線攻擊型球員非常有利。室內場館常使用，但现今職業網壇已極少使用。